# أسبوع العمارة
اسبوع العمارة هي مجلة أسبوعية دولية تغطي مجالين الهندسة المعمارية والتصميم، تنشرها شركة ارتيفايس انك على الإنترنت في يوجين ، أوريغون، الولايات المتحدة. تأسست مجلة اسبوع العمارة في مايو 2000، مع إصدارها الأول في 17 مايو 2000.
تستهدف المجلة المهندسين المعماريين المحترفين  وغيرهم من محترفي التصميم  والمتحمسين  وتزودهم بالأخبار والتصميم وتكنولوجيا البناء وأدوات التصميم والبيئة وثقافة البناء. يمتاز موقع اسبوع العمارة بالتصميمات المتطورة بقيادة كبار المهندسين المعماريين الدوليين مع توفير صور عالية الدقة للمشتركين.
كيفن ماثيوز، مارش هو رئيس التحرير الحالي.ساهم أكثر من 100 مؤلف   في أكثر من 540 إصدارًا  منشورا حتى الآن.
يرتبط موقع اسبوع العمارة بشكل كبير مع أرشبلانيت، وهو ويكي خاص بموضوع معين لجميع المباني وصانعي المباني.
اختار محررو موقع اسبوع العمارة لأكثر من عشر سنوات العمارة من جميع أنحاء العالم وعبر التاريخ الذي يوثق الاف المباني ومئات من المهندسين المعماريين البارزين الذين يشكلون الآن مجموعة المباني العظيمة . تشمل الصفحات الصور الفوتوغرافية والرسومات المعمارية، والخرائط المتكاملة والجداول الزمنية، ونماذج المباني ثلاثية الأبعاد، والتعليقات، والببليوغرافيات، وروابط الويب، مع خرائط جوجل في كل مكان.

## روابط خارجية
- اسبوع العمارة
- أرشبلانيت
- مجموعة المباني العظيمة